# リップス (化粧品メーカー)
株式会社リップスは、日本の男性向け化粧品の製造・販売並びにヘアサロンの運営を手掛けている企業。ヘアサロン運営事業では「LIPPS」の名称で東京都内・近郊を主に20店舗展開している（2020年11月現在）。

## 沿革
- 2008年4月 - 株式会社レスプリとして設立。
- 2013年10月 - メンズヘアスタイルのポータルサイト運営を目的として、株式会社メンズヘアスタイルを設立。
- 2015年7月 - ヘアサロンのスタイリストへの教育研修を目的として、一般社団法人リップスアカデミーを設立。
- 2019年4月 - スキンケア・メイクアップ商品ブランドとして、「LIPPS BOY(リップスボーイ)」を発売。
- 2022年
  - 6月 - 株式会社リップスに商号変更。
  - 7月 - メンズヘアスタイルのポータルサイト事業をリップスに移管し、メンズヘアスタイルを清算。
  - 10月 - スタイリストへの教育研修事業をリップスに移管し、リップスアカデミーを清算。
- 2025年6月 - 東京証券取引所グロース市場に上場[1]。

## 店舗
原宿、表参道、池袋、渋谷 2nd floor、渋谷 3rd floor、銀座、Ray GINZA、銀座並木通り、吉祥寺、吉祥寺 annex、吉祥寺 nakamichi side、大宮 2nd floor、大宮 3rd floor、大宮 annex、二子玉川、自由が丘、横浜、横浜 9th floor、梅田ロフト、仙台ロフト

## 登場メディア
雑誌
- 「キラリ！」　2007年6月号・2008年12月号・2009年2月号・4月号・8月号・10月号・12月号・2010年2月号・6月号・12月号・2011年2月号・3月号
- 「キラリ！モテる髪型オーダーブック」　2009秋・2010春・2011年
- 「2009キラリ！最強ショートオーダーカタログ」　2009年・2010年
- 「BIDAN」　2007年5月号・2009年1月号・10月号・11月号・12月号・2009年12月号・2010年2月号
- 「B-st」　2010年8月・2011年2月号
- 「smartHEAD」2007年春夏・2008年夏秋・2009春夏・2009夏秋・2009秋冬・2010春・2011春夏
- 「おしゃれヘアカタログ2010SUMMER」
- 「チョキチョキ」　2008年10月号・2009年2月号・12月号・2010年2月号・3月号・5月号・10月号・2011年2月号・2011年2月号・3月号・5月号
- 「FINEBOYS PLUS2009夏秋」
- 「ボウズスタイル2011」
- 「2011メンズヘアエクストリーム」
- 「メンズクールヘア400スタイル」
- 「2011年3月ボウズ＆ショート」
- 「2010 メンズヘアカタログ」
- 「2011 メンズヘアオーダーカタログ」
- 「男のモテ髪2010」
- 「オトコの髪型09秋」

DVD
- PREPPY COLLEGE vol.2 メンズサロンスタイル(DVD ブレアデスセンター)